# Dymkovita
La dymkovita és un mineral de la classe dels òxids. Rep el nom en honor del mineralogista rus Yuriy Maksimovich Dymkov (1926-2014), especialista en mineralogia de l'urani, en la geologia dels dipòsits d'urani i en els problemes en la formació dels minerals. Va ser un dels primers investigadors dels minerals d'urani del dipòsit de Belorechenskoye.

## Característiques
La dymkovita és un arsenit de fórmula química Ni(UO₂)₂(As³⁺O₃)₂(H₂O)₄·₃H₂O. Va ser aprovada com a espècie vàlida per l'Associació Mineralògica Internacional l'any 2010. Cristal·litza en el sistema monoclínic.
Químicament, la dymkovita és un anàleg de la seelita amb níquel dominant i gairebé sense arsenat.

## Formació i jaciments
Va ser descoberta al dipòsit de Belorechenskoe, que es troba a la República d'Adiguèsia, a Rússia. Es tracta de l'únic indret de tot el planeta on ha estat descrita aquesta espècie mineral.